# Leyland P76
La Leyland P76 è autovettura mid-size prodotta dalla casa automobilistica British Leyland dal 1973 al 1975 esclusivamente per l'Australia e la Nuova Zelanda.

## Descrizione e contesto
La Leyland P76 è una berlina prodotta dalla Leyland Australia, la filiale australiana della British Leyland, che era destinata a rivaleggiare con modelli come Ford Falcon, l'Holden Kingswood e la Chrysler Valiant. Nel 1974 le vendite della P76 erano crollate e BMC decise di terminare la produzione. La P76 venne progettato e costruito da zero con un fondo di soli 20 milioni di dollari australiani.
Il nome della P76 deriva dal nome in codice dell'auto durante lo sviluppo (Progetto 76). La vettura era spunta dal motore Roved V8 in versione da 4,4 litri.
La Rover SD1 uscita nel 1976 condivideva diverse componenti e scelte ingegneristiche con la P76, tra cui il sistema MacPherson utilizzato per le sospensioni anteriori, il motore V8 e l'assale posteriore.